# Ann Codee
Ann Codee (Antwerpen, 5 maart 1890 – Hollywood, 18 mei 1961) was een Belgisch-Amerikaans actrice.

## Levensloop
Ann Codee werd geboren in Antwerpen als Anna Maria van Huffelen en dochter van Maria Zachritz, een krachtathlete met als pseudoniem Miss Athléta. In haar jeugd emigreerde ze naar de Verenigde Staten. Daar trouwde ze in 1911 met de acteur Frank Orth. In de jaren 20 reisde ze met haar echtgenoot rond in de Verenigde Staten met een vaudevillenummer. Ze maakten hun debuut op het witte doek in 1929. Tijdens haar carrière speelde Codee mee in meer dan vijftig films. Ze werd dikwijls ingezet in de rol van Franse meid, kamenierster of gouvernante.
Ze stierf aan een hartaanval in 1961.

## Filmografie (selectie)
- 1931: Sleepy Head
- 1931: Dumb Luck
- 1935:  Under the Pampas Moon
- 1935: Hi, Gaucho!
- 1936: Brilliant Marriage
- 1937: Thin Ice
- 1937: Fit for a King
- 1937: Expensive Husbands
- 1938: Jezebel
- 1939: The Roaring Twenties
- 1939: Charlie Chan in City in Darkness
- 1940: I Was an Adventuress
- 1940: Captain Caution
- 1940: Drums of the Desert
- 1940: Arise, My Love
- 1941: Come Live With Me
- 1941: Charlie Chan in Rio
- 1942: Woman of the Year
- 1942: Dr. Renault's Secret
- 1942: Army Surgeon
- 1942: Reunion in France
- 1943: Old Acquaintance
- 1943: Tonight We Raid Calais
- 1943: Paris After Dark
- 1944: Shine On, Harvest Moon
- 1944: Show Business
- 1944: Bathing Beauty
- 1944: Marriage Is a Private Affair
- 1944: The Mummy's Curse
- 1945: Tonight and Every Night
- 1945: Hangover Square
- 1945: The Clock
- 1945: Secret Agent X-9
- 1945: Her Highness and the Bellboy
- 1945: Kitty
- 1945: Johnny Angel
- 1945: This Love of Ours
- 1946: Holiday in Mexico
- 1946: It's Great to Be Young
- 1946: So Dark the Night
- 1946: Till the Clouds Roll By
- 1947: The Other Love
- 1947: Lured
- 1947: The Unfinished Dance
- 1947: Rose of Santa Rosa
- 1947: Tycoon
- 1949: That Midnight Kiss
- 1950: When Willie Comes Marching Home
- 1950: The Secret Fury
- 1950: Under My Skin
- 1950: A Lady Without Passport
- 1951: Al Jennings of Oklahoma
- 1951: Mr. Imperium
- 1951: Go for Broke!
- 1951: On the Riviera
- 1951: Rich, Young and Pretty
- 1951: An American in Paris
- 1951: Detective Story
- 1951: The Lady Pays Off
- 1952: What Price Glory?
- 1952: The Iron Mistress
- 1953: The Clown
- 1953: The War of the Worlds
- 1953: Dangerous When Wet
- 1953: Kiss Me Kate
- 1954: The Last Time I Saw Paris
- 1955: So This Is Paris
- 1955: Interrupted Melody
- 1955: Daddy Long Legs
- 1957: The Sun Also Rises
- 1958: The Young Lions
- 1958: Kings Go Forth
- 1959: The Man Who Understood Women
- 1960: Can-Can